# Življenje s Fran
Življenje s Fran (izvirno Living with Fran) je ameriška humoristična TV-serija, ki jo je ustvaril David Garrett. 

## Glavni liki
- Fran Drescher kot Fran  Reeves
- Ryan McPartlin kot Riley Douglas Martin
- Misti Traya kot Allison Reeves
- Ben Feldman  kot Josh Reeves

## Epizode
| Sezona | Epizode | Prvič predvajano   |
| ------ | ------- | ------------------ |
| 1      | 13      | 8. april 2005      |
| 2      | 13      | 16. september 2005 |